# دانه قهوه موکا

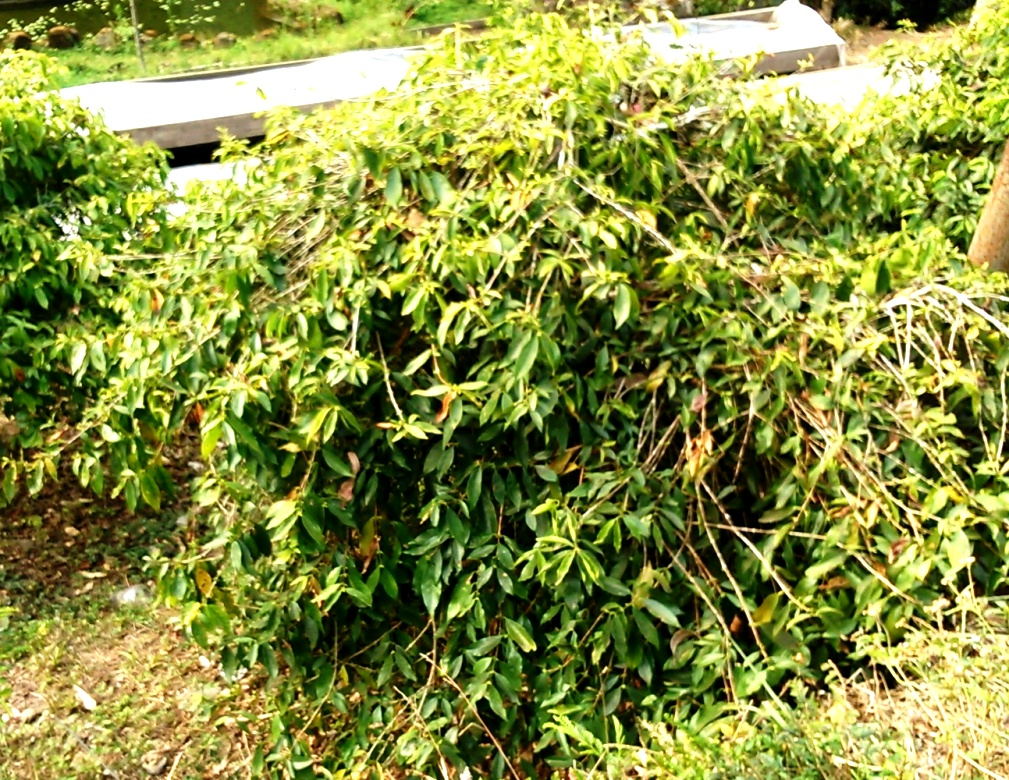
درختچه قهوه موکا

دانه قهوه موکا (انگلیسی: Mocha coffee bean) گونه ای دانه قهوه است که اصالت آن از یمن می‌باشد. این نوع دانه، محصول گیاه قهوه از گونه قهوه عربیکا که بومی یمن است، می‌باشد. از لحاظ ظاهری، خیلی کوچک، سخت، گرد و دارای شکلی غیرمعمولی است که دارای رنگ سبز زیتونی تا زرد کم رنگ می‌باشد.
نام «موکا» برگرفته از نام بندر موکا (al-Mukhā) می‌باشد که تا قبل از قرن بیستم، بیشتر قهوه یمن از این بندر صادر می‌گردید. تا سال ۱۹۱۱، بیشتر صادرات قهوه از طریق عدن و حدیده انجام می‌گرفت. بازار مرکزی قهوه یمن در بیت الفقیه، به فاصله حدود ۱۴۰ کیلومتر از سمت شمال موکا، می‌باشد و قهوه در مناطق کوهستانی جبل حراز، العدین و تعز به سمت شرق، پرورش می‌یابد.